# Cyril Knowles
Cyril Barry Knowles (West Yorkshire, 13 de julho de 1944 - 30 de agosto de 1991) foi um treinador e futebolista inglês, que atuava como defensor.

## Carreira
Cyril Knowles fez parte da Seleção Inglesa de Futebol que disputou a Eurocopa de 1968.

## Ligações Externas
- Perfil em FIFA.com (em inglês)